# Amit a nagyleánynak tudnia kell
Az Amit a nagyleánynak tudnia kell egy Horthy-korszakbeli népszerű nőnevelési mű Csaba Margit tollából.
A Budapesten 1940-ben megjelent mű a szerző négy részes katolikus–keresztény nőnevelési sorozatának második kötete, egyben szerves folytatása az Amit a serdülő leánynak tudnia kellnek. A szerző benne a serdülőkorból kilépő leányok szerelmi álmait, házasodási szándékait, a modern női emancipáció, a megfelelő életkor és a szerzetesi életét választó nők kérdéseit járja körül. A mű folytatása az Amit a fiatal asszonynak tudnia kell című kötet.
A könyv mindezideig új vagy reprint kiadással nem rendelkezik.